# Српеница
Српеница (словен. Srpenica, итал. Serpenizza) је насељено место у општини Бовец, Горишка регија, Словенија.

## Историја
До територијалне реорганизације у Словенији била је у саставу старе општине Толмин.

## Становништво
У попису становништва из 2011. године, Српеница је имала 185 становника.
| Број становника према пописима | Број становника према пописима | Број становника према пописима |
| ------------------------------ | ------------------------------ | ------------------------------ |
| 1991                           | 2002                           | 2011                           |
| 205                            | 177                            | 185                            |

## Галерија
- ватрогасни дом
- унутрашњост цркве
- камени крст